# 布朗利帕克 (密歇根州)
布朗利帕克（英語：Brownlee Park）是位於美國密歇根州卡爾霍恩縣的一個普查規定居民點。

## 人口
根據2020年美國人口普查的數據，布朗利帕克的面積為5.31平方千米，當中陸地面積為5.24平方千米，而水域面積為0.07平方千米。當地共有人口2021人，而人口密度為每平方千米380.6人。